# Epiblema sugii
Epiblema sugii es una especie de polilla del género Epiblema, familia Tortricidae.
Fue descrita científicamente por Kawabe en 1976.

## Distribución
Se encuentra en China (Xinjiang) y Japón.